# پسنده نیشابوری
پَسَنده نیشابوری معروف به بانو پسنده از زنان عارفه ایرانی قرن سوم هجری اهل نیشابور بود. پسنده همروزگار با فاطمه نیشابوری بوده‌است. دلیل شهرت او نزد شیعیان به این سبب است که گفته می‌شود علی بن موسی در مدت اقامتش در نیشابور در سال ۲۰۰ هجری در خانهٔ پسنده سکونت داشته‌است و شهرت وی به پسنده این بوده که علی بن موسی در بین کاخ‌ها و خانه‌های بزرگ نیشابور در آن زمان خانهٔ محقر وی را برگزیده و پسندیده‌ است.
آرامگاه پسنده، در فاصلهٔ حدود ۱۰۰ متری شمال آرامگاه شطیطه نیشابوری واقع شده‌است. در بنای چهار گوش، مسقف و کوچک ساده و بی پیرایه. در آرامگاه وی بارگاه و گنبد یا تزئینات خاصی وجود ندارد و مقبره اش زیارتگاه شیعیان است. شیعیان بر این باورند که معجزات علی بن موسی الرضا که در نیشابور اتفاق افتاده است در خانه پسنده نیشابوری رویداده است.